# Onek
Onek je naselje v občini Kočevje.